# Telipogon zephyrinus
Telipogon zephyrinus är en orkidéart som beskrevs av Heinrich Gustav Reichenbach. Telipogon zephyrinus ingår i släktet Telipogon och familjen orkidéer.
Artens utbredningsområde är Colombia. Inga underarter finns listade i Catalogue of Life.